# بوزوو (استان اوپوله)
بوزوو (به لهستانی: Budzów) یک منطقهٔ مسکونی در لهستان است که در گمینا گوژوف شلانسکی واقع شده‌است.